# Georg Quaet-Faslem (Förster)
Georg Franz Johann Otto Rudolf Quaet-Faslem (* 23. Februar 1845 in Nienburg; † 19. Juni 1919 in Mengershausen) war ein deutscher Förster, Landesforstrat und Geheimer Regierungsrat. Verdient machte er sich um die Wiederherstellung natürlicher Mischwaldbestände anstelle der Nadelholzbestände und Heideflächen in der Provinz Hannover.

## Leben
Georg Quaet-Faslem war eines von sieben Kindern des Amtsrichters Friedrich Emanuel Quaet-Faslem (1813–1883), dem Sohn des Baumeisters Emanuel Bruno Quaet-Faslem. Die Mutter Christiane Pauli war Kaufmannstochter und stammte aus Osnabrück. Großmütterlicherseits war Georg Quaet-Faslem Urenkel des Dichters Jean Paul Richter.
Er war Mitglied des Landesdirektoriums der Provinz Hannover. Als Landesforstrat war er Schöpfer des hannoverischen Provinzialforsts sowie Förderer der Heideaufforstung. Er brachte darüber Mitteilungen in zahlreichen Vereinen und Schriften. Die Anwendung des gleichaltrigen Kiefer-Fichten-Mischbestandes bei großflächigen Heide-Erstaufforstungen zählt zu Quaet-Faslems Verdiensten und ist für das niedersächsische Tiefland ausschlaggebend. Um 1909 waren unter seiner Mitwirkung bereits 20.000 ha Ödland um Hannover aufgeforstet.
Quaet-Faslem nahm unter anderem auch wesentlichen Einfluss auf Standort und Gestaltung des heutigen denkmalgeschützten Bürgerparks in Bremerhaven. Die von Johann Ganten und dessen Schwiegervater Conrad Allermann vorgeschlagene Fläche für ein Erholungswaldstück hinter dem Bremerhavener Friedhof in Wulsdorf erschien ihm zu klein. Er war auch maßgeblich an den Verhandlungen mit betroffenen Bauern in Munster um den Erwerb von Ländereien für ein Manövergelände (heute Truppenübungsplatz Munster) beteiligt.
Bekannt ist eine Mitgliedschaft im Hils-Solling-Forstverein. 1885 übernahm der Nordwestdeutsche Forstverein (Niedersachsen, Bremen, Hamburg und Schleswig-Holstein) die Tradition der zahlreichen lokalen Forstvereine. Quaet-Faslem war Mitbegründer, Schriftführer und Vorsitzender des Vereins. Ebenso war er Mitglied des Forstwirtschaftsrats, der 1890 als politischer Ausschuss des Deutschen Forstvereins gegründet wurde.
Als am 1. Juni 1902 an der Landwirtschaftskammer Hannover die Forstabteilung aufgestellt wurde, wurde er zum ersten Leiter der Institution gewählt, die er bis zum Ende des Ersten Weltkrieges aufgebaut und geprägt hat.
Er war zweimal verheiratet. Am 25. Mai 1871 heiratete er Karoline Sophie Marie Quensell (1847–1872). Aus der Ehe ging der gemeinsame Sohn Georg hervor. Nach dem Tod seiner ersten Ehefrau heiratete er am 8. Januar 1874 Therese Quensell (1850–1919). Aus dieser Ehe ging unter anderem der spätere Admiral Hans Quaet-Faslem hervor. Sein Neffe war Friedrich Erdmann.
Georg Quaet-Faslem starb im Juni 1919 im Provinzialsanatorium für Nervenkranke „Rasemühle“, das sein gleichnamiger Sohn zu dieser Zeit leitete.

## Publikationen (Auswahl)
- Der Forstkulturbetrieb auf den Heidflächen bei Niebeck im Lüneburgschen. In: Aus dem Walde. Mittheilungen in zwanglosen Heften., Heft 6, H. Burckhardt (Hrsg.), Hannover 1875, S. 118–145.
- Zur Provinzial-Aufforstung. In: Land- und forstwirthschaftliches Vereinsblatt für das Fürstenthum Lüneburg Heft 4, 1881, S. 25–26.
- Die Bepflanzung von Chausseen. Landstrassen und Gemeindewegen mit Waldbäumen. Göhmann, Hannover 1889.[17]
- Die Aufforstungsbestrebungen der Hannoverschen Provinzialverwaltung. In: Zeitschrift für Forst- und Jagdwesen, Januar 1896.